# Rhinatrema nigrum
La cecília negra (Rhinatrema nigrum) és una espècie d'amfibis gimnofions de la família dels rinatremàtids. Habita a Guyana, Veneçuela, i possiblement Brasil. El seu hàbitat natural inclou boscos secs, montans secs tropicals o subtropicals, rius i corrents intermitents d'aigua dolça.
Anteriorment, va ser classificada erròniament dins el gènere Epicrionops i batejada com Epicrionops niger.